# Laurent Dufaux
Laurent Dufaux, född den 20 maj 1969 i Montreux, är en före detta professionell (1991-2004) schweizisk landsvägscyklist. Efter Festina-skandalen under Tour de France 1998 stängdes han av i sju månader efter att ha erkänt bruk av EPO (men eftersom avstängningen trädde i kraft först den 1 oktober påverkades hans tävlingsdeltagande föga).

## Meriter
1991
 Schweizisk mästare i landsvägscykling
1993
 Critérium du Dauphiné Libéré: totalsegrare
1994
 Critérium du Dauphiné Libéré: totalsegrare
1995
 Vuelta a Burgos: Totalsegrare
två etappsegrar
1996
Vuelta a España: andraplats totalt
en etappseger
Tour de France: fjärdeplats totalt och andraplats i bergspristävlingen
en etappseger
1997
Tour de France: niondeplats totalt
1998
 Tour de Romandie: totalsegrare
tre etappsegrar
 Midi Libre: totalsegrare
en etappseger
Amstel Gold Race: sjundeplats
1999
Polynormande: vinnare
Tour de France: fjärdeplats totalt
2000
Züri Metzgete: vinnare
Amstel Gold Race: sjätteplats
2003
Tour de France: andraplats i bergspristävlingen